# クルク橋

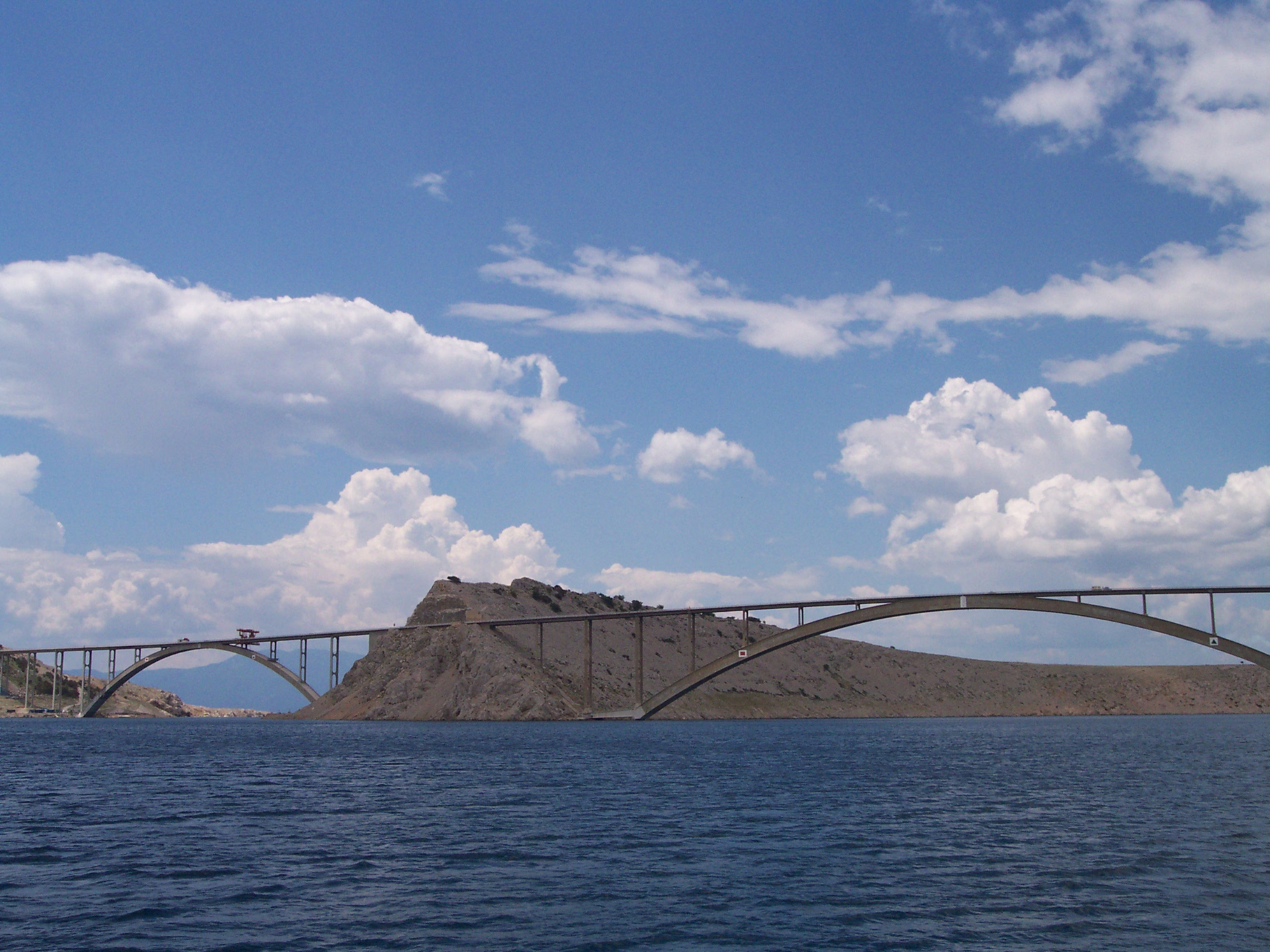
クルク橋

クルク橋（クロアチア語: Krčki most）は、クロアチアにある橋。
鉄筋コンクリート製で全長は1,430m。第一橋の長さは390mで、中華人民共和国以外では屈指の長さを持つコンクリート橋として知られる。
クロアチア本土とクルク島を結び、年間100万台以上の車両が通過する。1976年に起工した橋は1980年7月19日に完成して開通し、当初は当時のユーゴスラビア大統領ヨシップ・ブロズ・チトーに敬意を表してチトフ（チト）橋と命名された。開通以来有料であったが、2020年6月15日に通行料が廃止され、クロアチア最後の有料橋となった。